# Lophothericles pallens
Lophothericles pallens är en insektsart som beskrevs av Marius Descamps 1977. Lophothericles pallens ingår i släktet Lophothericles och familjen Thericleidae. Inga underarter finns listade i Catalogue of Life.